# Christian Lüscher
Christian Lüscher (ur. 6 grudnia 1963 w Genewie) – szwajcarski polityk, od 2007 członek Rady Narodowej z ramienia Radykalno-Demokratycznej Partii Szwajcarii (FDP).

## Życiorys
Christian Lüscher, z wykształcenia prawnik, od marca 1999 do marca 2003 zasiadał w zgromadzeniu legislacyjnym Troinex. W 2001 wszedł w skład parlamentu kantonu Genewa. W czasie wyborów w listopadzie 2007 dostał się do Rady Narodowej z ramienia FDP. 3 grudnia 2007 objął mandat deputowanego.
Po ogłoszeniu rezygnacji z członkostwa w Szwajcarskiej Rady Związkowej przez Pascala Couchepina, 28 sierpnia 2009 Lüscher, razem z Didierem Burkhalterem, został wybrany kandydatem FDP w wyborach do Szwajcarskiej Rady Związkowej we wrześniu 2009. 16 września 2009 nowym członkiem Rady został wybrany Didier Burkhalter. Christian Lüscher przekazał mu swoje poparcie po trzeciej rundzie głosowania, by nie dopuścić do wyboru innego kandydata, Ursa Schwallera.